# Kolarstwo na Igrzyskach Śródziemnomorskich 2018
Kolarstwo na Igrzyskach Śródziemnomorskich 2018 – zawody kolarskie w ramach Igrzysk Śródziemnomorskich 2018, które odbyły się w dniach od 27 do 30 czerwca 2018 w Tarragonie.
W programie Igrzysk Śródziemnomorskich 2018 spośród dyscyplin kolarskich znalazły się tylko konkurencje kolarstwa szosowego – rywalizacja w jeździe indywidualnej na czas oraz wyścig ze startu wspólnego zarówno kobiet, jak i mężczyzn.

## Medaliści

### Mężczyźni
| Wyścig                                  | Złoto          | Srebro             | Brąz         | Źródło |
| --------------------------------------- | -------------- | ------------------ | ------------ | ------ |
| jazda indywidualna na czas (30 czerwca) | Edoardo Affini | Domingos Gonçalves | Izidor Penko | [ 2 ]  |
| start wspólny (27 czerwca)              | Jalel Duranti  | Filippo Tagliani   | Rafael Silva | [ 3 ]  |

### Kobiety
| Wyścig                                  | Złoto                | Srebro          | Brąz               | Źródło |
| --------------------------------------- | -------------------- | --------------- | ------------------ | ------ |
| jazda indywidualna na czas (30 czerwca) | Elena Cecchini       | Lisa Morzenti   | Antri Christoforou | [ 4 ]  |
| start wspólny (27 czerwca)              | Elisa Longo Borghini | Ane Santesteban | Erica Magnaldi     | [ 5 ]  |

## Klasyfikacja medalowa
*   Gospodarz ( Hiszpania)
| Miejsce | Reprezentacja | Złoto | Srebro | Brąz | Razem |
| ------- | ------------- | ----- | ------ | ---- | ----- |
| 1       | Włochy        | 4     | 2      | 1    | 7     |
| 2       | Portugalia    | 0     | 1      | 1    | 2     |
| 3       | Hiszpania*    | 0     | 1      | 0    | 1     |
| 4       | Cypr          | 0     | 0      | 1    | 1     |
| 4       | Słowenia      | 0     | 0      | 1    | 1     |
| Razem   | Razem         | 4     | 4      | 4    | 12    |